# Ilie Văduva
Ilie Văduva (n. 21 iulie 1934, Aninoasa, Gorj, România – d. 13 noiembrie 1998, București, România) a fost un demnitar comunist român care a servit ca  Ministru al Afacerilor Externe al României din 1985 până în 1986, Ministrul Comerțului Exterior și Cooperării Internaționale din 26 august 1986 până în mai 1988 și  consilier al lui Nicolae Ceaușescu din decembrie 1988 până în decembrie 1989. El a fost unul dintre cei arestați după căderea regimului comunist din 1989. A fost membru al Partidului Comunist Român din anul 1961. Ilie Văduva a fost deputat în Marea Adunare Națională în sesiunile (1980 - 1985) și (1985 - 1989). Ilie Văduva a fost decorat cu Ordinul Muncii clasa a II-a, Ordinul Steaua Republicii Socialiste România, clasa a V-a și Ordinul Meritul Științific, clasa a II-a.

## Viață și carieră politică
El a fost un membru supleant al Comitetului Central al Partidul Comunist Român din 1979 și a devenit membru cu drepturi depline în 1984. Ilie Văduva, care l-a sfătuit pe Nicolae Ceaușescu în probleme economice și nu a avut cunoștință de relații internaționale, a fost considerat protejatul lui Elena Ceaușescu. Ilie Văduva l-a înlocuit pe ministrul Ștefan Andrei. Ilie Văduva a servit ca ministru al Afacerilor Externe de la 11 noiembrie 1985 până la 26 august 1986. 
El a fost îndepărtat pentru ineficiența lui în domeniul afacerilor internaționale și a fost numit ministru al Comerțului Exterior și Cooperare Internațională. El a deținut acest post până la 21 mai 1988, când a fost demis de conducerea română pentru rolul său în stocarea de deșeuri toxice în Marea Neagră, la portul  Sulina, provocând un scandal de mediu și ultraj. Cu toate acestea, câteva luni mai târziu, în decembrie 1988, el a fost numit consilier, o poziție de rang înalt.

## Studii
- Școala medie tehnică financiară din Târgu-Jiu (1950–1954)
- Facultatea de Finanțe, Credit și Contabilitate la Academia de Studii Economice (1954–1958)
- Specializare în Elveția în domeniul informaticii economice (1968–1970)
- Doctorat în Științe economice (1971).

## Distincții
- Ordinul Muncii clasa a III-a (25 decembrie 1967) „pentru merite deosebite în opera de construire a socialismului, cu prilejul celei de-a XX-a aniversări a proclamării Republicii”[2]
- Ordinul „Meritul Științific” clasa a II-a (20 august 1984) „pentru contribuția deosebită adusă la înfăptuirea politicii Partidului Comunist Român de făurire a societății socialiste multilateral dezvoltate în patria noastră, cu prilejul celei de-a 40-a aniversări a revoluției de eliberare socială și națională, antifascistă și antiimperialistă”[3]